# Temporada 2013 de la WNBA
La Temporada 2013 de la WNBA fue la decimoséptima en la historia de la Women's National Basketball Association. Acabó con el segundo título para las Minnesota Lynx, que repetían tras el conseguido en 2011, derrotando en la final a las Atlanta Dream, que por tercera vez en cuatro temporadas volvían a quedarse a un paso del campeonato.

## Clasificaciones

### Conferencia Este
| # | Conferencia Este     | Conferencia Este | Conferencia Este | Conferencia Este | Conferencia Este | Conferencia Este |
| # | Equipo               | G                | P                | %                | PD               | PJ               |
| - | -------------------- | ---------------- | ---------------- | ---------------- | ---------------- | ---------------- |
| 1 | z-Chicago Sky        | 24               | 10               | .706             | -                | 34               |
| 2 | x-Atlanta Dream      | 17               | 17               | .500             | 7                | 34               |
| 3 | x-Washington Mystics | 17               | 17               | .500             | 7                | 34               |
| 4 | x-Indiana Fever      | 16               | 18               | .471             | 8                | 34               |
|   |                      |                  |                  |                  |                  |                  |
| 5 | e-New York Liberty   | 11               | 23               | .324             | 13               | 34               |
| 6 | e-Connecticut Sun    | 10               | 24               | .294             | 14               | 34               |

### Conferencia Oeste
| # | Conferencia Oeste          | Conferencia Oeste | Conferencia Oeste | Conferencia Oeste | Conferencia Oeste | Conferencia Oeste |
| # | Equipo                     | G                 | P                 | %                 | PD                | PJ                |
| - | -------------------------- | ----------------- | ----------------- | ----------------- | ----------------- | ----------------- |
| 1 | z-Minnesota Lynx           | 26                | 8                 | .765              | -                 | 34                |
| 2 | x-Los Angeles Sparks       | 24                | 10                | .706              | 2                 | 34                |
| 3 | x-Phoenix Mercury          | 19                | 15                | .559              | 7                 | 34                |
| 4 | x-Seattle Storm            | 17                | 17                | .500              | 9                 | 34                |
|   |                            |                   |                   |                   |                   |                   |
| 5 | e-San Antonio Silver Stars | 12                | 22                | .353              | 14                | 34                |
| 6 | e-Tulsa Shock              | 11                | 23                | .324              | 15                | 34                |

## All-Star Game
El WNBA All-Star Game tuvo como anfitriones a las Connecticut Sun el 27 de julio en el Mohegan Sun Arena. Fue la tercera vez que se celebró en Connecticut de las once ediciones hasta ese momento.
| 27 de julio de 2013 | Oeste                                                                  | 102–98                                | Este                                                                      | |  |
| 3:30 p. m. ET       | Parciales: 29-27, 14–22, 31-32, 28-17                                  | Parciales: 29-27, 14–22, 31-32, 28-17 | Parciales: 29-27, 14–22, 31-32, 28-17                                     | |  |
|                     | Estadísticas Candace Parker 23 Brunson y Parker 11 Danielle Robinson 4 | Reporte Pts Reb Asts                  | Estadísticas Latta y Prince 15 McCoughtry y de Souza 8 Cappie Pondexter 5 | Pabellón: Mohegan Sun Arena, Uncasville, Connecticut Asistencia: 9323 espectadores Árbitros: - #38 Lamont Simpson - #24 Tony Dawkins - #31 Amy Bonner Televisión: ABC |  |

## Galardones
| Galardón                                      | Ganadora                   | Equipo                    |
| --------------------------------------------- | -------------------------- | ------------------------- |
| MVP de las Finales de la WNBA                 | Maya Moore                 | Minnesota Lynx            |
| MVP de la Temporada de la WNBA                | Candace Parker             | Los Angeles Sparks        |
| Mejor Defensora de la WNBA                    | Sylvia Fowles              | Chicago Sky               |
| Jugadora Más Mejorada de la WNBA              | Shavonte Zellous           | Indiana Fever             |
| Peak Performers de la WNBA (puntos)           | Angel McCoughtry           | Atlanta Dream             |
| Peak Performers de la WNBA (rebotes)          | Sylvia Fowles              | Chicago Sky               |
| Peak Performers de la WNBA (asistencias)      | Danielle Robinson          | San Antonio Silver Stars  |
| Mejor Sexta Mujer de la WNBA                  | Riquna Williams            | Tulsa Shock               |
| Rookie del Año de la WNBA                     | Elena Delle Donne          | Chicago Sky               |
| Premio a la Jugadora Más Deportiva de la WNBA | Swin Cash Tamika Catchings | Chicago Sky Indiana Fever |
| Entrenador del Año de la WNBA                 | Mike Thibault              | Washington Mystics        |

## Playoffs
|  | 1ª ronda Mejor de 3 | 1ª ronda Mejor de 3 | 1ª ronda Mejor de 3 |           |    | Finales de Conferencia Mejor de 3 | Finales de Conferencia Mejor de 3 | Finales de Conferencia Mejor de 3 |  |    | Finales de la WNBA Mejor de 5 | Finales de la WNBA Mejor de 5 | Finales de la WNBA Mejor de 5 |  |
|  |                     |                     |                     |           |    |                                   |                                   |                                   |  |    |                               |                               |                               |  |
|  |                     |                     |                     |           |    |                                   |                                   |                                   |  |    |                               |                               |                               |  |
|  | E1                  | Chicago             | 0                   |           |    |                                   |                                   |                                   |  |    |                               |                               |                               |  |
|  | E1                  | Chicago             | 0                   |           |    |                                   |                                   |                                   |  |    |                               |                               |                               |  |
|  | E4                  | Indiana             | 2                   |           |    |                                   |                                   |                                   |  |    |                               |                               |                               |  |
|  | E4                  | Indiana             | 2                   |           | E4 | Indiana                           | 0                                 |                                   |  |    |                               |                               |                               |  |
|  | Conferencia Este    |                     |                     |           | E4 | Indiana                           | 0                                 |                                   |  |    |                               |                               |                               |  |
|  |                     |                     | E2                  | Atlanta   | 2  |                                   |                                   |                                   |  |    |                               |                               |                               |  |
|  | E2                  | Atlanta             | E2                  | Atlanta   | 2  | 2                                 |                                   |                                   |  |    |                               |                               |                               |  |
|  | E2                  | Atlanta             |                     |           |    |                                   |                                   |                                   |  |    |                               |                               |                               |  |
|  | E3                  | Washington          | 1                   |           |    |                                   |                                   |                                   |  |    |                               |                               |                               |  |
|  | E3                  | Washington          | 1                   |           |    |                                   |                                   |                                   |  | E2 | Atlanta                       | 0                             |                               |  |
|  |                     |                     |                     |           |    |                                   |                                   |                                   |  | E2 | Atlanta                       | 0                             |                               |  |
|  |                     |                     | W1                  | Minnesota | 3  |                                   |                                   |                                   |  |    |                               |                               |                               |  |
|  | W1                  | Minnesota           | W1                  | Minnesota | 3  | 2                                 |                                   |                                   |  |    |                               |                               |                               |  |
|  | W1                  | Minnesota           |                     |           |    |                                   |                                   |                                   |  |    |                               |                               |                               |  |
|  | W4                  | Seattle             | 0                   |           |    |                                   |                                   |                                   |  |    |                               |                               |                               |  |
|  | W4                  | Seattle             | 0                   |           | W1 | Minnesota                         | 2                                 |                                   |  |    |                               |                               |                               |  |
|  | Conferencia Oeste   |                     |                     |           | W1 | Minnesota                         | 2                                 |                                   |  |    |                               |                               |                               |  |
|  |                     |                     | W3                  | Phoenix   | 0  |                                   |                                   |                                   |  |    |                               |                               |                               |  |
|  | W2                  | Los Angeles         | W3                  | Phoenix   | 0  | 1                                 |                                   |                                   |  |    |                               |                               |                               |  |
|  | W2                  | Los Angeles         |                     |           |    |                                   |                                   |                                   |  |    |                               |                               |                               |  |
|  | W3                  | Phoenix             | 2                   |           |    |                                   |                                   |                                   |  |    |                               |                               |                               |  |
|  | W3                  | Phoenix             | 2                   |           |    |                                   |                                   |                                   |  |    |                               |                               |                               |  |
|  |                     |                     |                     |           |    |                                   |                                   |                                   |  |    |                               |                               |                               |  |